# Iglesia de Santa Maria della Piazza
La iglesia de Santa Maria della Piazza es un templo católico en la ciudad de Ancona, provincia del mismo nombre, región de Las Marcas, en la zona central de Italia.
La iglesia, ejemplo de arquitectura románica en la ciudad, fue erigida entre los siglos XI y XII. En el mismo lugar existieron antes dos pequeñas iglesias paleocristianas que databan de los siglos VI y VII. Restos de estas primitivas edificaciones se pueden contemplar en el pavimento actual de la iglesia, cubierto en algunas partes por paneles de vidrio.
El edificio es de planta rectangular, con una nave central, dos laterales, y un ábside. La parte inferior de la fachada cuenta con numerosos arcos ciegos y, en el medio, una estatua de la Virgen María. En la parte superior se abre una ventana rectangular que fue reconstruida, junto con la parte de ladrillo del campanario anexo, tras el terremoto de 1690. La fachada original es del año 1210, como atestigua una inscripción en la luneta, y fue realizada por el Maestro Filippo (autor también de la reconstrucción de la catedral románica de San Leopardo y de Santa Tecla de Osimo), mientras que el portal se atribuye al Maestro Leonardo.

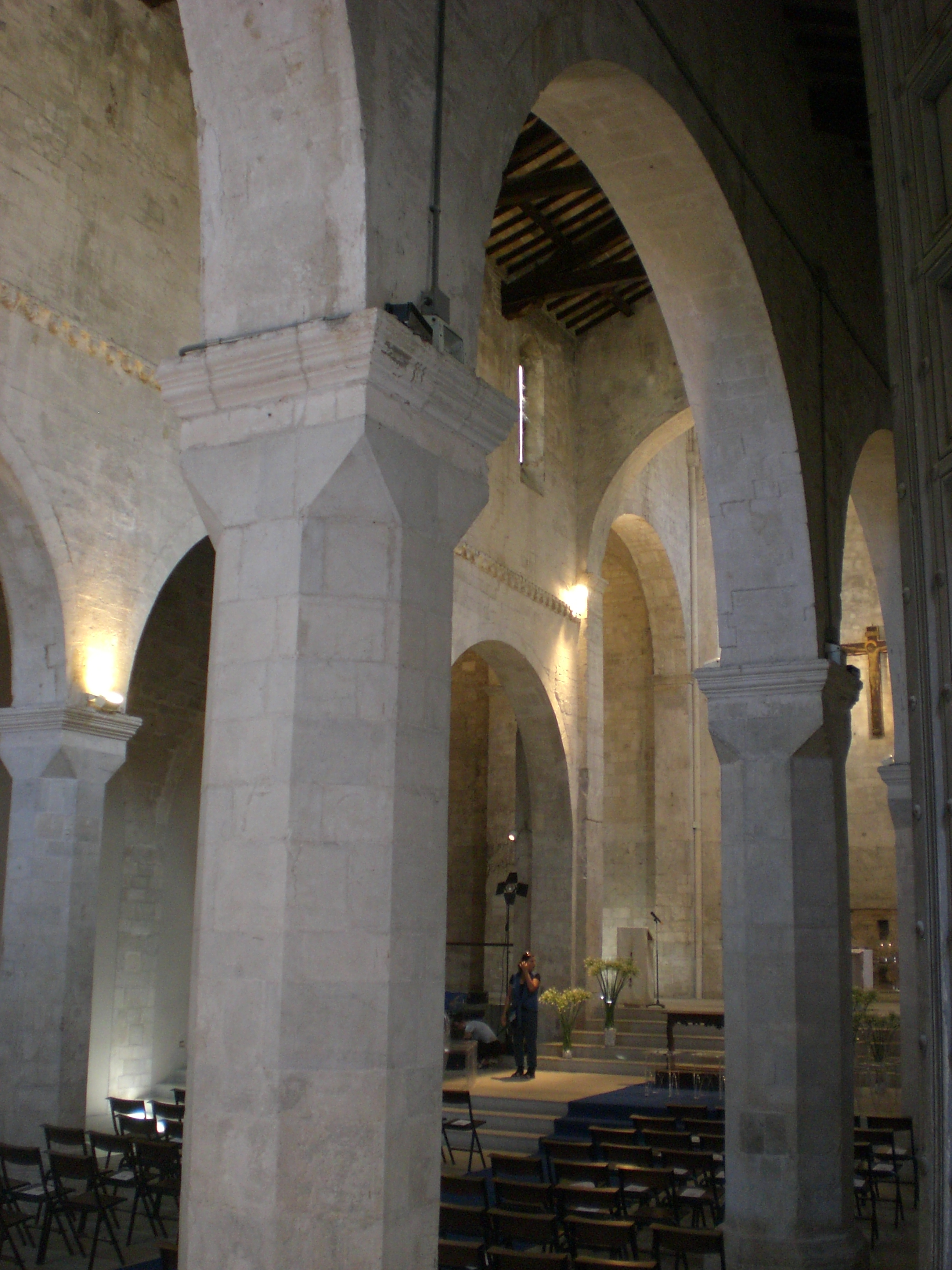
Vista del interior de la iglesia.

En el subsuelo existen restos de las iglesias paleocristianas precedentes, conservándose algunos mosaicos. Los más antiguos pertenecieron a un edificio, tal vez destruido durante las guerras góticas del siglo VI. Otros restos incluyen un pozo, partes de las antiguas murallas de la época griega de Ancona y algunos frescos. En esta iglesia se hallaba un retablo, realizado por Lorenzo Lotto, que se encuentra actualmente en la Pinacoteca Municipal de Ancona.

## Galería de imágenes

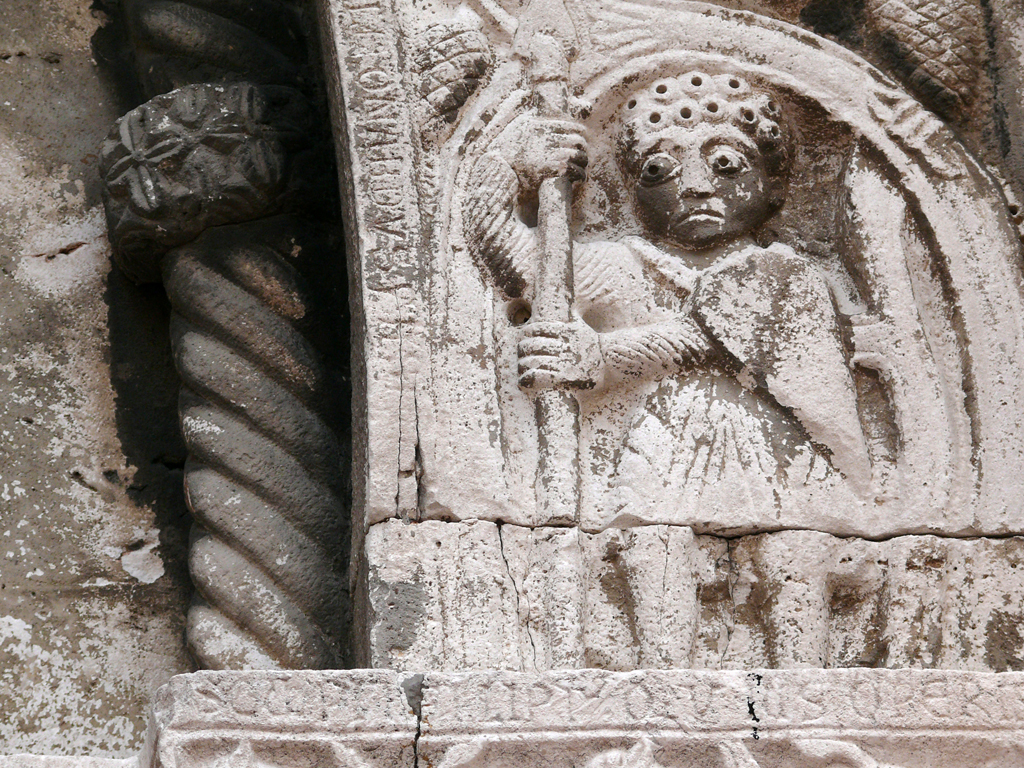
Un bajorrelieve del portal, con la firma del Maestro Leonardo.
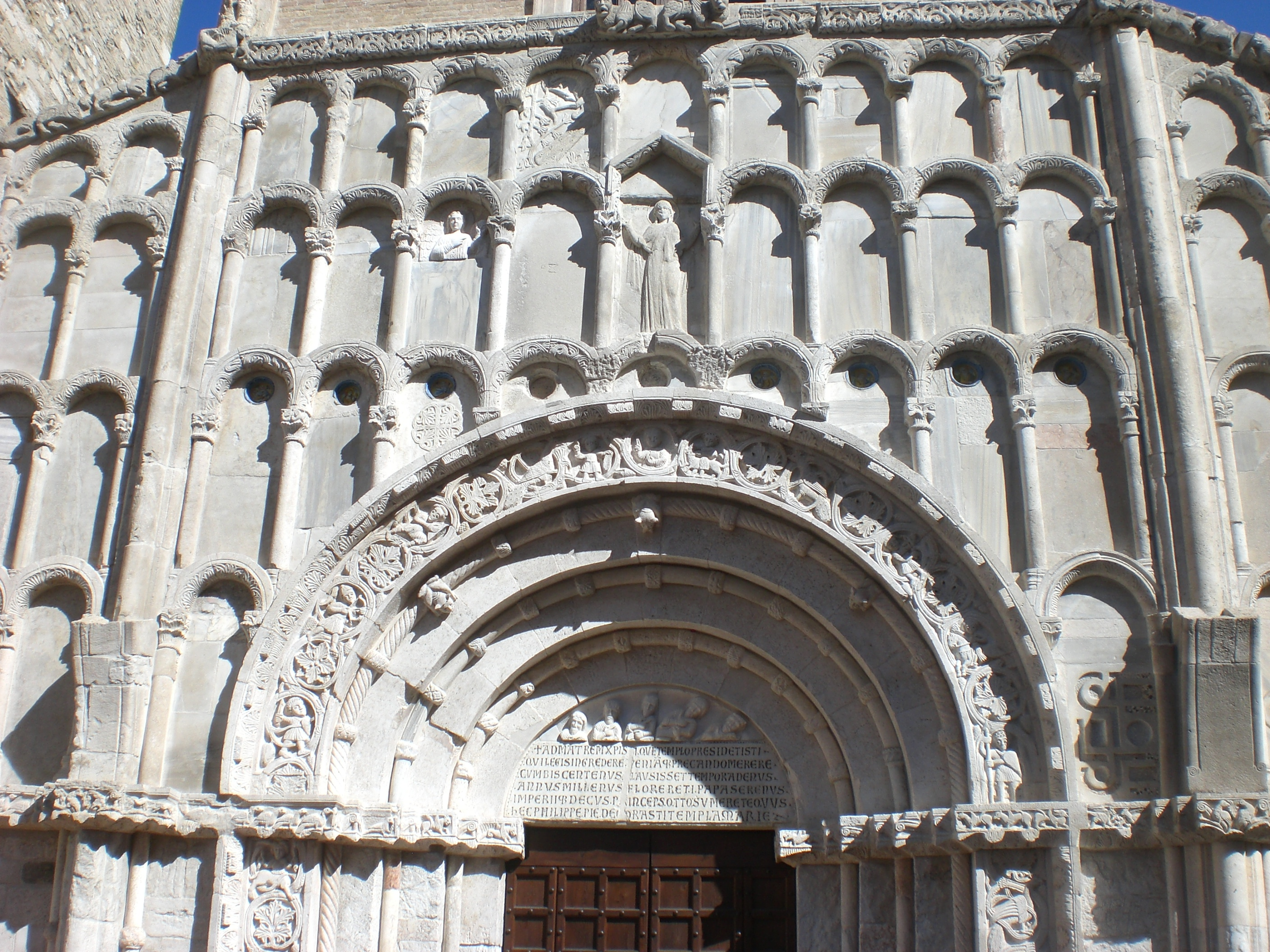
Detalle de la fachada.
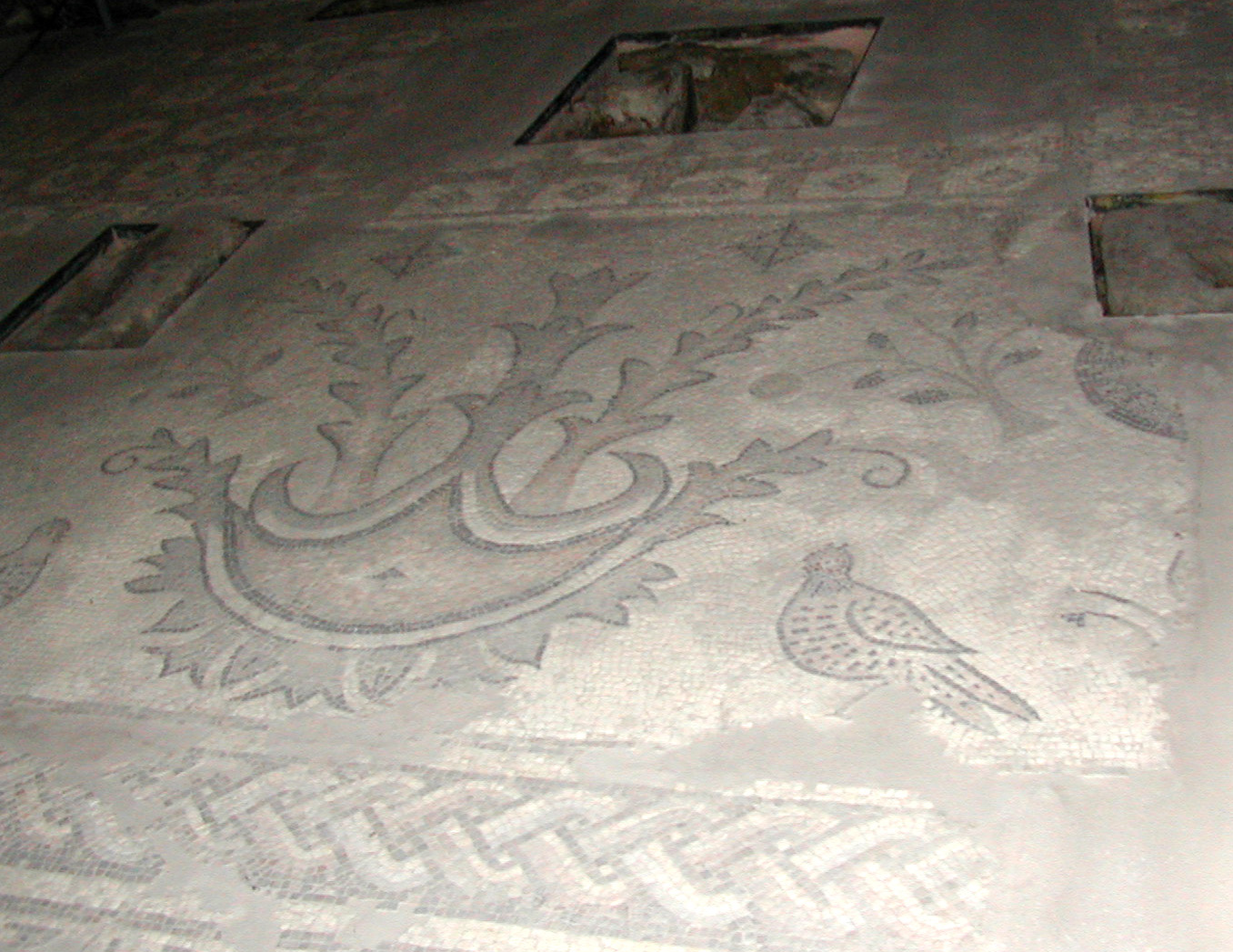
Representación simbólica en los mosaicos del siglo VI.